# Antiphonie
Ne pas confondre avec l'antiphonaire
Dans le domaine musical, l'antiphonie est l'alternance de deux chœurs,, à différencier du mode responsorial qui fait alterner un soliste et un chœur.

## Description
L'antiphonie est le procédé faisant alterner deux chœurs. Plusieurs modes d'alternance peuvent exister, comme la répétition des mêmes phrases.
L'« antiphonie responsoriale », principalement présente dans les liturgies orientales, emprunte souvent la forme suivante : les versets sont chantés alternativement par les demi-chœurs, un refrain est repris par le chœur entier.
L'écriture du concerto peut évoquer le procédé de l'antiphonie.

## Historique

### Antiquité
À l'origine, le terme désigne concernant la musique de la Grèce antique une symphonie (dans son acception étymologique d'union de sons) exécutée en octaves et non à l'unisson comme dans l'homophonie,.
Pour Pierre-Paul Lacas, l'antiphonon grec signifie octave : hommes et femmes chantent à l'octave. Dans l'antiphona latine, deux chœurs ou deux solistes « chantent alternativement une suite de versets mélodiquement identiques (alternance simple ; forme psalmodique AA répétée) ».

### Tradition chrétienne
Ambroise de Milan, évêque de Milan au IVe siècle, aurait institué le chant antiphonique afin de donner de l'éclat aux cérémonies religieuses. Cette pratique serait d'origine byzantine. Au VIe siècle, Saint Grégoire constitue un Antiphonaire qui codifie le genre.

### Renaissance
À la fin du XVIe siècle et au début du XVIe siècle, un maître de l'antiphonie, technique caractéristique du style polychoral vénitien, est Giovanni Gabrieli.

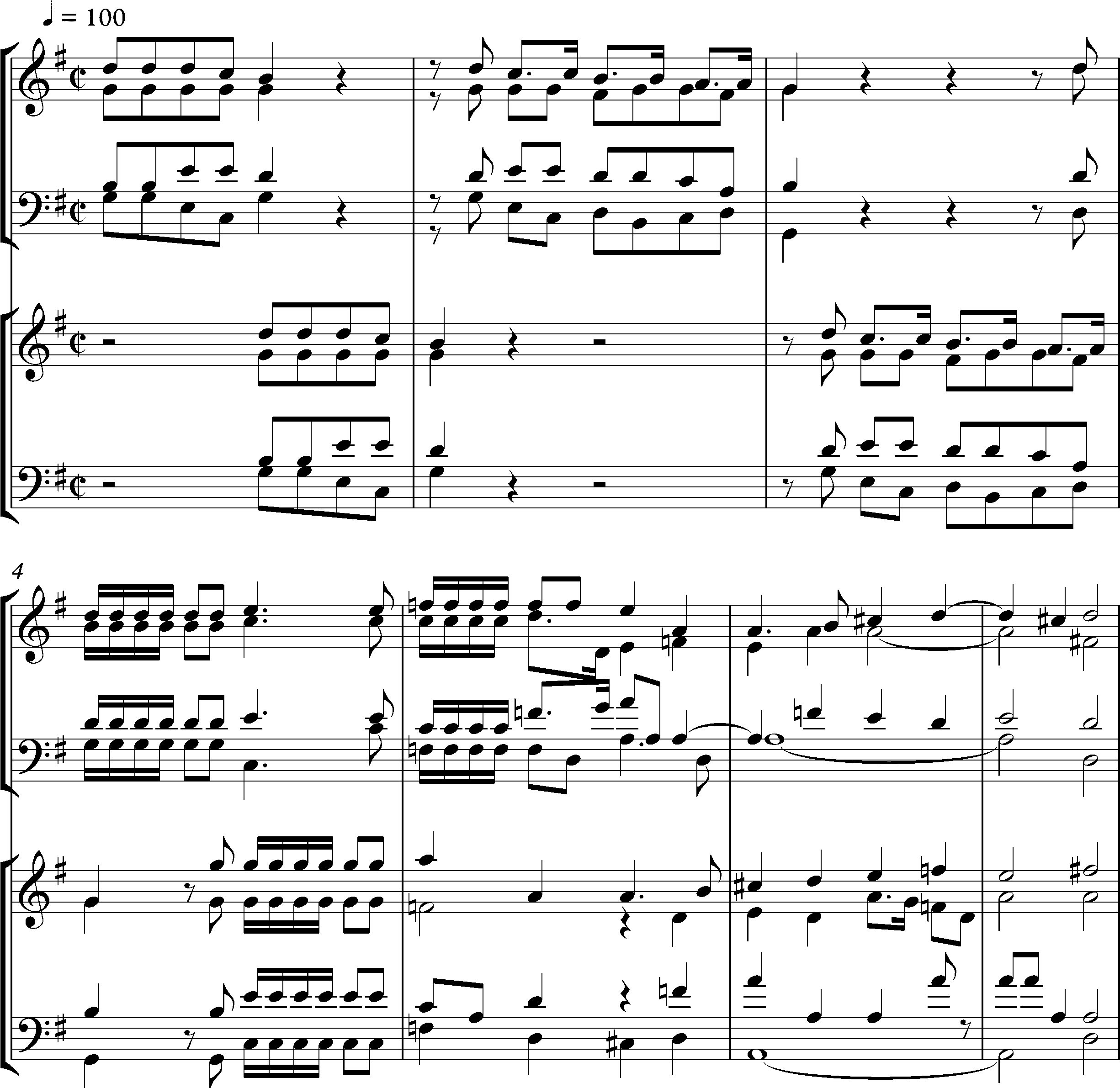
Giovanni Gabrieli, Canzon Septimi Toni.

### Musique baroque
On trouve des échanges antiphoniques dans les motets et la Passion selon saint Matthieu de Jean-Sébastien Bach. Dans Komm, Jesu, komm, Bach utilise huit voix divisées en deux chœurs antiphoniques.

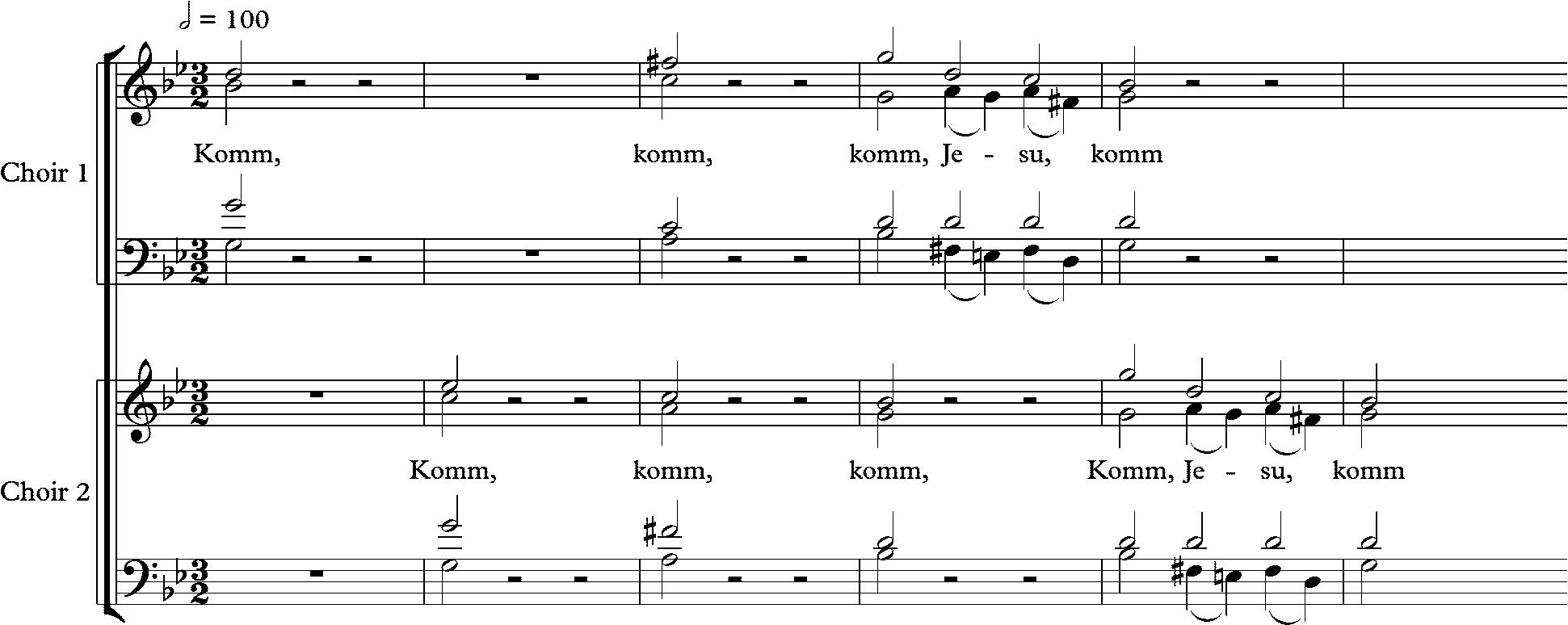
Jean-Sébastien Bach, Komm, Jesu, komm.

### Période classique
Les échanges entre vents et cordes dans le premier mouvement de la 5e Symphonie de Beethoven sont encore plus vifs. Ici, le développement culmine dans un « passage singulièrement dramatique » consistant en une « étrange séquence d'accords ».

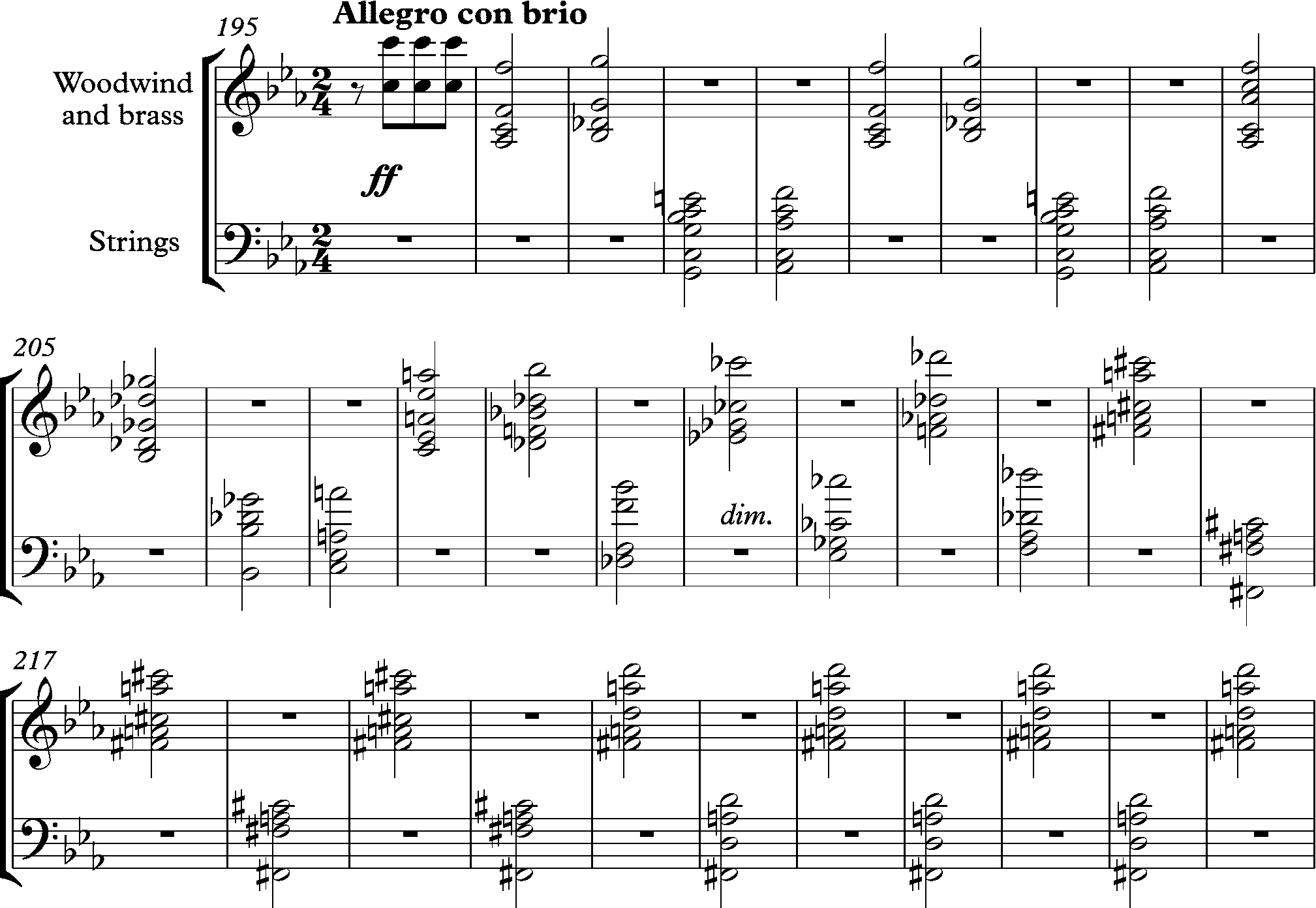
Développement 5e Symphonie de Beethoven.

### Musique duXXesiècle
On trouve également des exemples de musique antiphonique au XXe siècle. On peut en particulier citer Gruppen pour trois orchestres de Karlheinz Stockhausen (1955-1957), qui culmine dans une « vague synchronisée de « ponctuations » de cuivres dans les trois orchestres… conduisant à un climax d'échanges d'accords d'orchestre à orchestre ».